# 老炮儿
《老炮儿》是一部中国剧情片，导演管虎，编剧董润年，由冯小刚、张涵予、许晴、李易峰及吴亦凡領銜主演。該片成为第72屆威尼斯影展非竞赛片及闭幕片，並於2015年12月24日正式於中國上映。

## 剧情
六爷是一个横行北京的“老炮儿”——提笼遛鸟无所事事的混混儿，他年轻的时候曾风光无限，靠双手与刀子能解决一切问题；他有自己的规矩和原则，做人也很厚道和仗义，平日养有一只爱鸟。有一天他发现跟自己关系比较疏远的儿子晓波与富豪子弟“三环十二少”谭小飞陷入纠纷之中，原来晓波因与谭小飞的女友发生了一夜情，导致其受到小飞等人的教训，气不过的晓波就划破了小飞的法拉利跑车，没有赔偿能力的晓波就被小飞的人马扣押了起来。六爷为救回儿子，就独自去找小飞，小飞要他拿出10万元赔偿金才能放走其子，并受到了小飞手下男子的一记耳光之辱。
六爷本人并没有多少钱，于是通过好友、话匣子的帮助，终于凑齐了10万元。就在他带着闷三儿前去交钱赎人之际，却没想到灯罩儿一早就去帮助油漆了那辆豪车的刮痕，然而却是帮了倒忙。气愤的小飞收了赎金，六爷也报了那名男子的耳光之仇，可是由于车子和六爷耳光的缘故，双方约定一周后在颐和园后面的一个冰冻的湖面上约群架，六爷一方获胜才能领回儿子。
很快晓波以及那10万元钱被那位谭小飞女友偷偷送了回来，她也表示是自己害了晓波。六爷和晓波通过一次诚恳的交谈，化解了父子两人之间长久以来的感情隔阂。可是不久小飞他叔就带领人马打了六爷和晓波一顿，为的是想要回谭小飞女友顺手送给他们的袋子里的一张单子，晓波也受伤住了院。事后六爷和闷三儿通过寻找在垃圾桶里找到了那张700多万欧元的瑞士银行汇款单，而谭小飞之父是名高官，证明这些钱很可能是其收受的一部分赃款。尽管受到谭小飞之父的威胁，六爷还是决定将那张单子寄送给中纪委以举报小飞之父。最后六爷带着一把日本軍刀独自到约战的地点赴会，而闷三儿以六爷患了绝症想见大家最后一面集合齐了六爷以前的好哥们前来助战。最后六爷在开打前病死于冰面上，小飞之父因职务犯罪而获刑，而六爷那帮哥们在看守所关了一段时间后也获得释放。

## 演出
| 演员   | 角色           | 备注             |
| 冯小刚 | 张学军/六爷    |                  |
| 张涵予 | 闷三儿         | 六爷好友         |
| 李易峰 | 张晓波         | 六爷儿子         |
| 许晴   | 话匣子/霞姨    | 与六爷相好的女人 |
| 吴亦凡 | 谭小飞         | 爱飚车的高官之子 |
| 刘桦   | 灯罩儿         | 六爷好友         |
| 梁静   | 灯罩儿的太太   |                  |
| 白举纲 | 侯小杰         | 谭小飞朋友       |
| 尚语贤 |                | 谭小飞女友       |
| TFBOYS | 临终关怀志愿者 |                  |
| 张一山 | 黄毛           |                  |
| 佟磊   | 年輕六爺       |                  |
| 吴优   | 温老板         |                  |
| 吴谨言 | 鄭虹           |                  |
| 杜卡妮 | 小女孩         |                  |
| 于和偉 | 龔叔           | 谭小飞叔叔       |

## 制作
2014年12月12日，该片在北京举行了开机仪式，冯小刚、刘桦、张涵予（三大主角）和出品人王中磊、导演管虎以及其他演員许晴、梁静、李易峰、吴亦凡一同出席。
该片是导演管虎继电影《厨子·戏子·痞子》之后，第二次和编剧董润年联手。
冯小刚的第一部主角电影是《我是你爸爸》，该片是他第二部担任主角的电影；冯小刚也曾客串过其他电影，如：《阳光灿烂的日子》、《功夫》。
制作方勘测了三条老北京胡同作为拍摄地。

## 上映
该片于2015年12月24日平安夜在中国大陆上映。

## 评价
- 新浪影评：“《老炮儿》本应是一部带有喜剧色彩的动作影片，虽有香港传奇动作指导罗礼贤坐镇，电影从始至终也没有一场大型的打戏。而究其原因，是因为影片传达的中心焦点是在于老派江湖人的价值观--忠诚与报答，《老炮儿》讲的不是如何挥舞你手中的长剑，而是如何面对你的敌人让他们对你心生敬畏。冯小刚决绝的表演才是真正为电影在怀旧的基础上画出质感的浓墨重彩一笔，出神入化地演绎出不是只会蛮打的硬汉老炮儿。”[7]

- 影评人（中文名艾德礼）：“我觉得电影很棒，剧本好，所有演员的表演也都很好，我认为这可能是管虎所有作品里最杰出的一部。”[8]

- 1905电影网影评：“冯小刚的出色表演无疑给影片增色不少。他会让你忘记他是中国最大牌的导演之一，也会忘记他曾经出演的那些底层小角色。在这里，他就是称霸一方的六爷，是谁也不怵的老炮儿。《老炮儿》为一个逝去的时代与一群老去的人立传，说到底还是去怀念，怀念那个正远去的时代。这也让整部电影有些伤感，有点严肃，与这个全面狂欢的电影时代格格不入。或者，这也恰好是影片的难得之处，即便是资本至上的时代，却仍努力说点什么，想做点什么。《老炮儿》为魅力在于，它塑造了一个属于当代的大侠，他生于市井民间，只是个普通百姓，却仍有着自己的侠义精神与原则。虽然最终要被时代抛弃，那也是这个时代的悲哀，不该是老炮儿的悲哀。”[9]

- 《纽约时报》影评：“冯小刚饰演固执的六爷，他带有一种无懈可击的斯多葛主义。但在这个137分钟的松弛故事里，他的犀利被各种老掉牙的家庭戏和笨拙情节淹没；饰演其子的李易峰也显得一般。”[10]

## 争议
据《济南时报》报道，《老炮儿》涉及的粗口非常多，引发热议。另外，2015年12月31日，北京市控烟协会发表公开信，对《老炮儿》滥用吸烟镜头表示抗议，认为片中“过多的吸烟镜头客观上有误导吸烟之嫌，容易对社会公众、特别是青少年产生不良影响。而部分网友则认为，审查不力是广电总局的责任，不能怪电影。”影片中出现了大量的吸烟镜头和脏话，以及少部分性爱镜头，这使得中国大陆又掀起一番讨论电影分级制度的浪潮。
根据中国控制吸烟协会的统计，《老炮儿》全片出现烟草镜头102个，平均1.3分钟出现一次，涉及的烟草镜头时长521秒，占片长总时间的6.3%。因此，该片于2016年5月18日被中国控制吸烟协会获颁“脏烟灰缸奖”。

## 票房
中国大陆首周四天收获2.515亿人民币列第三位，次周取得4.4亿名列第一，第三周取得1.3亿列第四位，最终累计9.1亿。
台灣票房方面，最終票房60萬元新台幣。
| 上一届： 《寻龙诀》(2015年) | 2016年中国内地一周票房冠军 第1周（12月28日—1月4日） | 下一届： 《星球大战：原力觉醒》 |

## 奖项
| 奖项                             | 分类             | 提名者       | 结果 | 备注          |
| -------------------------------- | ---------------- | ------------ | ---- | ------------- |
| 第7届澳门国际电影节              | 最佳影片         | 《老炮儿》   | 提名 |               |
| 第7届澳门国际电影节              | 最佳导演         | 管虎         | 提名 |               |
| 第7届澳门国际电影节              | 最佳男主角       | 冯小刚       | 提名 |               |
| 第7届澳门国际电影节              | 最佳男配角       | 张涵予       | 提名 |               |
| 第7届澳门国际电影节              | 最佳女配角       | 许晴         | 提名 |               |
| 第7届澳门国际电影节              | 最佳摄影         | 罗攀         | 提名 |               |
| 第52届金马奖                     | 最佳原著剧本     | 管虎、董润年 | 提名 |               |
| 第52届金马奖                     | 最佳男主角奖     | 冯小刚       | 獲獎 |               |
| 2015年度中国电影导演协会表彰大会 | 年度影片         | 《老炮儿》   | 獲獎 | [ 15 ]        |
| 2015年度中国电影导演协会表彰大会 | 年度导演         | 管虎         | 獲獎 |               |
| 2015年度中国电影导演协会表彰大会 | 年度男演员       | 冯小刚       | 獲獎 |               |
| 第23届北京大学生电影节           | 最佳男演员       | 冯小刚       | 獲獎 |               |
| 第23届北京大学生电影节           | 组委会奖         | 《老炮儿》   | 獲獎 |               |
| 第33届百花奖                     | 最佳影片         | 《老炮儿》   | 提名 |               |
| 第33届百花奖                     | 最佳导演         | 管虎         | 提名 |               |
| 第33届百花奖                     | 最佳男主角       | 冯小刚       | 提名 |               |
| 第33届百花奖                     | 最佳女主角       | 许晴         | 獲獎 |               |
| 第33届百花奖                     | 最佳男配角       | 李易峰       | 獲獎 |               |
| 第33届百花奖                     | 最佳女配角       | 梁静         | 提名 |               |
| 第20届华鼎奖                     | 最佳影片         | 《老炮儿》   | 獲獎 |               |
| 第20届华鼎奖                     | 最佳导演         | 管虎         | 獲獎 |               |
| 第12届中美电影节                 | 金天使奖         | 《老炮儿》   | 獲獎 | [ 16 ]        |
| 第12届中美电影节                 | 最佳女主角       | 许晴         | 獲獎 | [ 16 ]        |
| 第10届亚洲电影大奖               | 最佳影片         | 《老炮儿》   | 提名 |               |
| 第10届亚洲电影大奖               | 最佳导演         | 管虎         | 提名 |               |
| 第10届亚洲电影大奖               | 最佳男主角       | 冯小刚       | 提名 |               |
| 第10届亚洲电影大奖               | 最佳摄影         | 罗攀         | 提名 |               |
| 第31届金鸡奖                     | 最佳故事片       | 《老炮儿》   | 提名 | [ 17 ] [ 18 ] |
| 第31届金鸡奖                     | 最佳导演         | 管虎         | 提名 | [ 17 ] [ 18 ] |
| 第31届金鸡奖                     | 最佳男主角       | 冯小刚       | 提名 | [ 17 ] [ 18 ] |
| 第31届金鸡奖                     | 最佳编剧         | 管虎、董润年 | 獲獎 | [ 17 ] [ 18 ] |
| 第31届金鸡奖                     | 最佳音乐         | 窦鹏         | 提名 | [ 17 ] [ 18 ] |
| 第36届香港电影金像奖             | 最佳两岸华语电影 | 《老炮儿》   | 提名 |               |

## 其他
電影衍生了《老炮儿 (网络剧)》。